# Tenthredininae
Sous-famille
Les Tenthredininae sont une sous-famille d'insectes de l'ordre des hyménoptères.

## Genres rencontrés en Europe
- Aglaostigma W. F. Kirby 1882 dont Aglaostigma aucupariae
- Macrophya Dahlbom 1835
- Pachyprotasis Hartig 1837
- Perineura Hartig 1837
- Rhogogaster Konow 1884
- Sciapteryx Stephens 1835
- Siobla Cameron 1877
- Tenthredo Linnaeus 1758
- Tenthredopsis A. Costa 1859
- Ussurinus Malaise 1931